# Renato Beccuti
Renato Beccuti (Torino, 26 maggio 1901 – Loano, 6 aprile 1968) è stato un calciatore italiano, di ruolo mezzala.

## Biografia
Renato era figlio dell'avvocato Pompeo Beccuti (1866-1930), fratello di Riccardo Beccuti, originari di Cortiglione, e di Giovanna Migliardi, originaria di  Nizza Monferrato e nata a Genova Sampierdarena.
Frequentò l'Istituto sociale dei gesuiti di Torino, dove conobbe Enrico Paulucci e Mario Soldati.

## Carriera
Giocò nella Juventus per tre stagioni, dal 1920 al 1923, anno in cui la società bianconera diviene proprietà della famiglia Agnelli.
Poi riprese i suoi studi per concluderli con la laurea in giurisprudenza.
Non partì per la grande guerra, venendo dispensato perché troppo giovane e unico figlio maschio rimasto alla famiglia. La morte lo colse all'età di 67 anni.